# Utricularia heterochroma
Utricularia heterochroma är en tätörtsväxtart som beskrevs av Julian Alfred Steyermark. Utricularia heterochroma ingår i släktet bläddror, och familjen tätörtsväxter. Inga underarter finns listade i Catalogue of Life.